# 1984年冬季残疾人奥林匹克运动会法国代表团
1984年冬季残疾人奥林匹克运动会法国代表团是法国派出的1984年冬季残疾人奥林匹克运动会代表团。获得4枚金牌和2枚银牌。